# 下半田川テレビ中継局
下半田川テレビ中継局（しもはだがわテレビちゅうけいきょく）は、愛知県瀬戸市にあった、アナログテレビの中継局。

## 中継局概要
| チャンネル | 放送局名                              | 空中線電力          | ERP                 | 放送対象 地域 | 放送区域 内世帯数 | 偏波面   | 放送終了日     |
| 49ch       | THK 東海テレビ放送                    | 映像100mW/ 音声25mW | 映像150mW/ 音声38mW | 中京広域圏    | 不明              | 水平偏波 | 2011年 7月24日 |
| 51ch       | NHK 名古屋総合                        | 映像100mW/ 音声25mW | 映像150mW/ 音声38mW | 愛知県        | 不明              | 水平偏波 | 2011年 7月24日 |
| 53ch       | TVA テレビ愛知                        | 映像100mW/ 音声25mW | 映像150mW/ 音声38mW | 愛知県        | 不明              | 水平偏波 | 2011年 7月24日 |
| 55ch       | CBCテレビ                             | 映像100mW/ 音声25mW | 映像150mW/ 音声38mW | 中京広域圏    | 不明              | 水平偏波 | 2011年 7月24日 |
| 57ch       | CTV 中京テレビ放送                    | 映像100mW/ 音声25mW | 映像150mW/ 音声38mW | 中京広域圏    | 不明              | 水平偏波 | 2011年 7月24日 |
| 59ch       | NHK 名古屋教育                        | 映像100mW/ 音声25mW | 映像150mW/ 音声38mW | 全国          | 不明              | 水平偏波 | 2011年 7月24日 |
| 61ch       | NBN 名古屋テレビ放送 愛称「メ～テレ」 | 映像100mW/ 音声25mW | 映像150mW/ 音声38mW | 中京広域圏    | 不明              | 水平偏波 | 2011年 7月24日 |

## 所在地
- 瀬戸市下半田川町1683番24号の蔵王山

## 放送エリア･その他
- アナログ名古屋本局（名古屋テレビ塔・東山タワー）からの電波が届きにくい瀬戸市の北東部をカバーしていた。
- なお、地上デジタルテレビ放送は瀬戸デジタルタワーからの電波を受信している。
- 2011年7月24日のアナログ放送終了時に廃局となったが、地上デジタルテレビ中継局は新設せず、共同視聴設備やケーブルテレビによる対策が取られる[1]。

## 歴史
- 1976年3月8日 CBC中部日本放送・下半田川テレビ放送所が開局。
- 1991年3月28日 TVAテレビ愛知・下半田川テレビ中継局が開局。
- 2011年7月24日 全局廃局となった。